# Lysimachia pseudohenryi
Lysimachia pseudohenryi là một loài thực vật có hoa trong họ Anh thảo. Loài này được Pamp. mô tả khoa học đầu tiên năm 1910.